# Catherine Lutz
Catherine Lutz (n. 1966) es una antropóloga estadounidense. Es catedrática de antropología en la Universidad de Brown. Anteriormente, trabajó durante once años en la Universidad de Carolina del Norte.
Es, asimismo, investigadora del Watson Institute for International Studies y codirectora, junto con Neta C. Crawford, del estudio «Costes de Guerra» realizado por dicho instituto.
Fue presidenta de la American Ethnological Society de 2001 a 2005.
Es conocida por su libro Unnatural Emotions (1988), en el cual relata los estudios que llevó a cabo en el atolón de Ifaluk, en el Pacífico Norte, y las emociones y sentimientos expresados por sus habitantes, distintos a los que se experimentan en el mundo occidental y entre los cuales se encuentran las emociones song y fago.

## Publicaciones
- Unnatural Emotions (1988)[6]
- Homefront: A Military City and the American Twentieth Century (Beacon Press, 2001)[7]
- Local Democracy under Siege: Activism, Public Interests, and Private Politics  (New York University Press, 2007)
- The Bases of Empire: The Global Struggle against US Military Posts  (New York University Press, 2009)
- Carjacked: The Culture of the Automobile and its Effects on Our Lives (Palgrave Macmillan, 2010)